# 송보은
송보은(1986년 3월 7일 ~ )은 대한민국의 배우이다.

## 학력
- 서울예술대학 방송연예과

## 출연작

### 영화
- 《낭만여행》 (2023년) - 미오 역
- 《낭만 캠퍼스》 (2023년) - 미오 역
- 《피는 물보다 진하다》 (2022년) - 담임 선생님 역
- 《내게 남은 사랑을》 (2017년) - 간호사 역
- 《엽기적인 그녀 2》 (2016년) - 규직 여친 역
- 《끝과 끝 사이》 (2015년) - 가영 역
- 《내 눈에 콩깍지》 (2009년) - 비서 역
- 《1724 기방난동사건》 (2008년) - 기생 9 역
- 《브라보 마이 라이프》 (2007년) - 해외사업부 직원 역

### 드라마
- 《장미맨션》(2022년, 티빙) - 위층여자 역
- 《어쩌다 가족》 (2020년, TV조선) - 송보은 역
- 《흑기사》 (2017년, KBS2)
- 《언니는 살아있다》 (2017년, SBS) - 김잎분 역
- 《화랑》 (2016년, KBS2)
- 《장사의 신 - 객주 2015》 (2015년, KBS2) - 떡전이 역
- 《다 잘될 거야》 (2015년, KBS2) - 김진주 역
- 《징비록》 (2015년, KBS1)- 미쓰키 역
- 《미녀의 탄생》 (2014년, SBS) - 미녀 역
- 《총리와 나》 (2013년, KBS2) - 총리 여경호원 역
- 《7급 공무원》 (2012년, MBC) - 국정원 요원 역
- 《별도 달도 따줄게》 (2012년, KBS1) - 윤비서 역
- 《고봉실 아줌마 구하기》 (2011년, TV조선) - 비서 역
- 《사랑은 아무나 하나》 (2009년, SBS) - 승무원 역
- 《떼루아》 (2008년, SBS) - 소믈리에 역

### 방송
- 《출발드림팀 시즌 2》 (2015년, KBS2)
- 《멋진남자 비투비》 (2014년, SBS MTV)